# Lascahobas (ort)
Lascahobas är en ort i Haiti.   Den ligger i departementet Centre, i den centrala delen av landet, 50 km nordost om huvudstaden Port-au-Prince. Lascahobas ligger 224 meter över havet och antalet invånare är 7 574.
Terrängen runt Lascahobas är varierad. Runt Lascahobas är det ganska tätbefolkat, med 199 invånare per kvadratkilometer. Närmaste större samhälle är Belladère, 18,4 km öster om Lascahobas. Omgivningarna runt Lascahobas är en mosaik av jordbruksmark och naturlig växtlighet.